# Église de l'Abbaye-aux-Dames (Munich)
L'église de l'Abbaye-aux-Dames (Damenstiftskirche) vouée à sainte Anne, mère de la Vierge Marie, est une église baroque de Munich en Bavière.

## Histoire

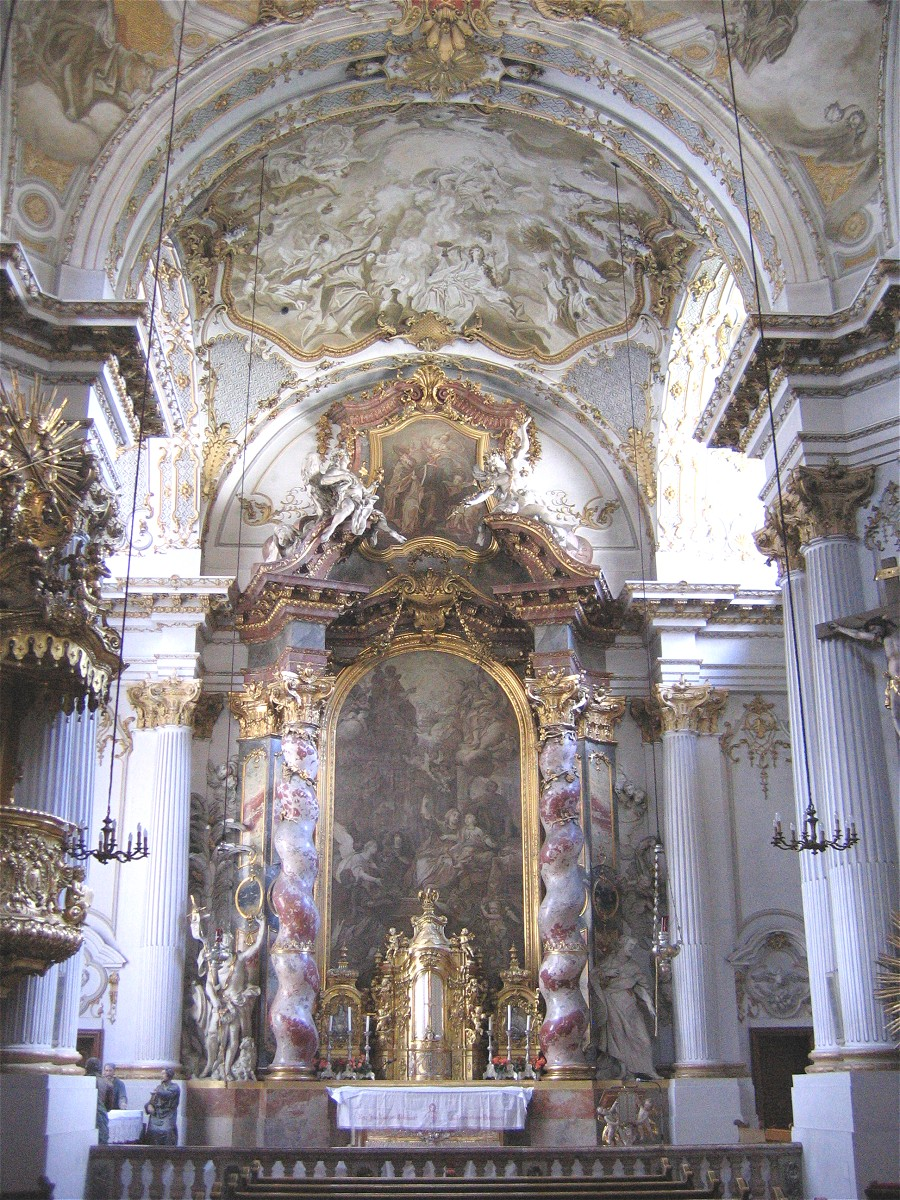
Intérieur de l'église.

Le duc Albert III de Bavière fonde en 1440 dans le bourg d'Altheim (faisant partie aujourd'hui de Munich) une chapelle dépendant du monastère des chanoines augustins d'Indersdorf. Elle est construite en style gothique par Lukas Rottaler et est enfin consacrée en 1496.
Le prince-électeur Charles-Albert de Bavière, futur empereur Charles VII, la donne en 1732 aux visitandines qui construisent une abbaye dans les mois qui suivent. Elles confient les travaux à l'architecte baroque Johann Baptist Gunetzrhainer (de) qui s'assure de la collaboration des fameux frères Asam. L'Abbaye-aux-Dames (Damenstift), telle qu'elle est surnommée, est consacrée en 1735. Les visitandines étaient arrivées à Munich en 1667, à l'invitation de la princesse Henriette-Adélaïde de Savoie, épouse du duc Ferdinand-Marie de Bavière. Elles furent remplacées par une congrégation aristocratique de dames, nommée l'Ordre de Sainte-Anne (de) et fondée par la princesse Marie-Anne de Saxe, épouse de Maximilien III Joseph, chargée de l'éducation de jeunes filles de l'aristocratie.
L'église a été gravement endommagée par les bombardements alliés de l'automne 1944, et l'intérieur a brûlé. Aussi est-il décidé de restaurer les somptueuses peintures murales des frères Asam en couleur sépia, car il ne restait plus que des photographies en noir et blanc pour reconstituer le décor. La peinture murale de l'Agneau de l'Apocalypse se trouve sous la coupole, le Concert des anges dans le chœur et celle de l'Hommage de l'ange, près de l'entrée.

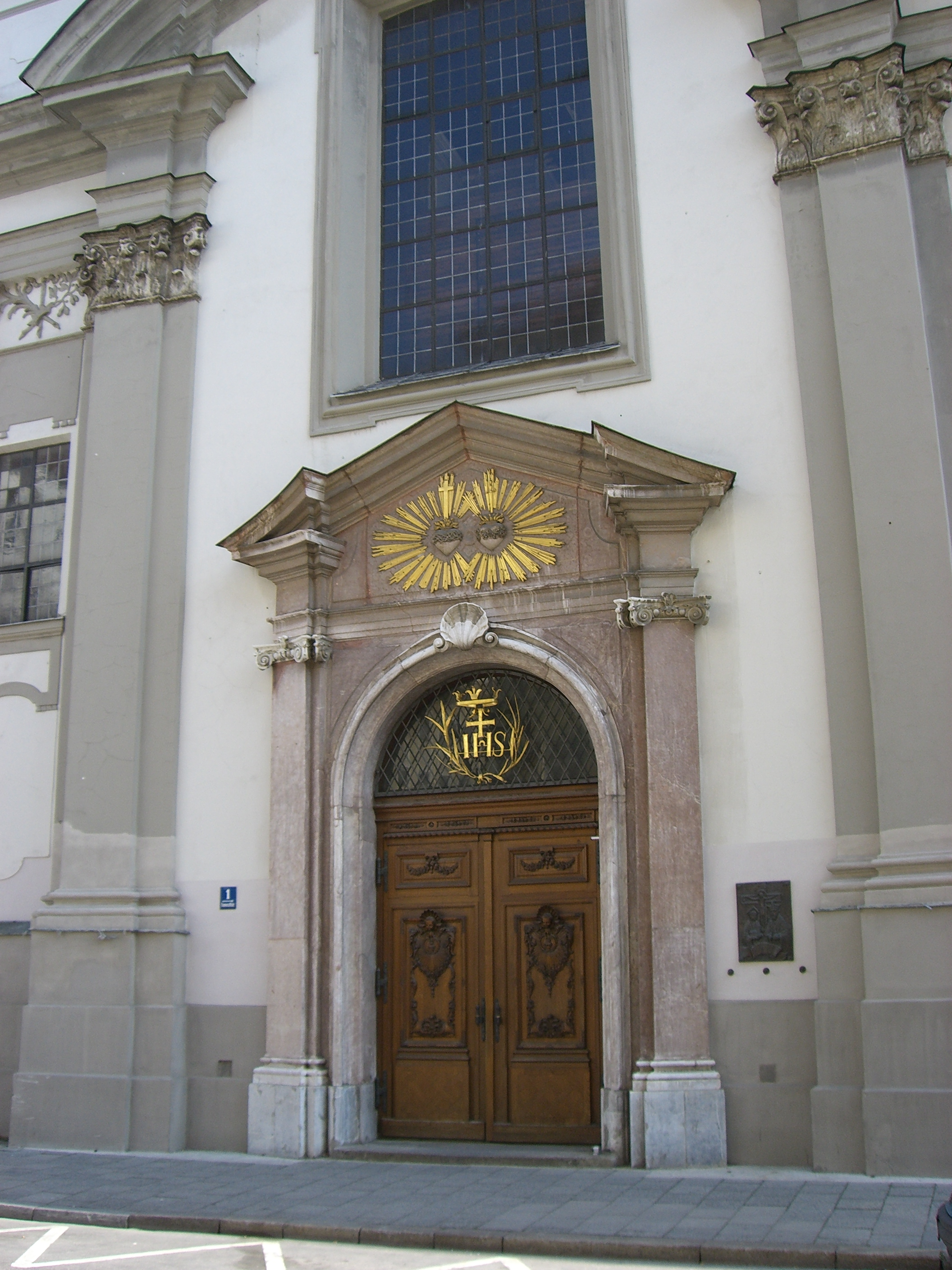
Entrée de l'église.

On remarque le tableau d'autel représentant sainte Anne, de Giuseppe Ruffini, et un autre tableau représentant saint François de Sales par Balthasar Augustin Albrecht.
L'abbaye est devenue aujourd'hui une Realschule (collège d'enseignement secondaire technique).